# Слепой банкир
«Слепо́й банки́р» (англ. A Blind Banker) — второй эпизод первого сезона телесериала BBC Television «Шерлок». Эпизод был впервые показан на BBC One и BBC HD 1 августа 2010 года. Сценарий написан Стивен Томпсон; режиссёр — Эйрос Лин.
Шерлок представляет собой вольную адаптацию рассказов сэра Артура Конан Дойла о Шерлоке Холмсе, происходящую в наше время. В этом эпизоде Шерлок (Бенедикт Камбербэтч) и Джон Ватсон (Мартин Фримен) расследуют дело о шифре, состоящем из чисел древней китайской системы исчисления, которые оставляют китайские контрабандисты с целью найти драгоценность, которую украл один из перевозчиков.
«Слепой Банкир» привлёк 8,07 миллионов зрителей на BBC One и BBC HD. Критические отзывы были положительными, хотя некоторые обозреватели сочли, что второй эпизод уступает первому.

## Сюжет
В Лондонском Национальном музее древностей китайский эксперт по керамике Су Линь Яо (Джемма Чан) видит что-то пугающее и вскоре после этого исчезает. Шерлок и доктор Ватсон отправляются на приём к трейдеру могущественного международного финансового учреждения Себу Уилксу (Берти Карвел), старинному университетскому знакомому Шерлока. Себ просит Холмса о помощи. Накануне в здании произошёл сбой системы безопасности, во время которого кто-то проник в кабинет банкира и оставил таинственные изображения на стене и на портрете. Шерлок понимает, что сообщение было предназначено для Эдварда Ван Куна, трейдера, ведущего бизнес с Гонконгом, — который в тот день не вышел на работу. Холмс через балконную дверь проникает в запертую изнутри квартиру Ван Куна и обнаруживает его мёртвым. Инспектор Диммок склонен рассматривать преступление как самоубийство, однако Шерлок уверен, что это убийство. Вскоре журналист Брайан Лукис также оказывается убитым в собственной, запертой изнутри квартире. Шерлок и Джон исследуют улики, и в библиотеке, которую Лукис посещал накануне своей гибели, на стеллаже для книг, находят таинственные символы, похожие на символы, обнаруженные на стене в банке.
Джон Ватсон устраивается на работу в качестве врача в хирургическое отделение местной больницы. Позже Шерлок и Джон пытаются обнаружить связь между убийствами Ван Куна и Лукиса; они оба вскоре после возвращения из Китая отправились в один и тот же магазин восточных сувениров («Манэки-нэко»). Там Холмс узнаёт, что обнаруженные им на месте преступлений символы являются древнекитайскими числительными. Шерлок проникает в пустую квартиру Су Линь и наталкивается на прятавшегося там убийцу. Злоумышленник набрасывается на Холмса, пытается его задушить, однако внезапно бросается к окну и убегает — Шерлок, к счастью, остаётся жив. В музее Шерлок и Ватсон обнаруживают уже знакомые им китайские символы на статуе. Затем с помощью граффити художника «Раза» Шерлок и Джон находят ещё больше символов на стене какого-то строения вблизи железной дороги и пытаются декодировать сообщение. В музее Холмс находит Су Линь, которая, как оказалось, тоже получила послание-угрозу и поэтому теперь скрывается здесь от таинственного убийцы. Су Линь объясняет, что код связан с преступной организацией под названием «Чёрный Лотос», контрабандным путём доставляющей в Лондон ценные антикварные изделия. Несколько лет назад, в 15-летнем возрасте, девушка вынуждена была работать на «Чёрный Лотос», однако позже попыталась порвать с нелегальной деятельностью и переехала для этого в Лондон. К сожалению, прежде чем Су Линь удаётся полностью расшифровать сообщение, она погибает от руки своего брата, также члена указанной преступной группировки. Шерлок понимает, что и жертвы расследуемых преступлений — Ван Кун и Лукис — были каким-то образом замешаны в деятельность «Чёрного Лотоса».  Возникает предположение, что оба — Ван Кун и Лукис — были убиты в отместку за кражу одним из них какой-то драгоценности.
Шерлок знает, что сообщение имеет форму книжного шифра, и они с Джоном перебирают книги первых двух жертв, пытаясь найти в них решение. В первый день дела на работе Джона идут плохо, но Сара (Зои Тэлфорд), коллега-хирург, помогает ему. В знак благодарности Джон приглашает Сару на свидание, и они, по совету Шерлока, отправляются в цирк. К началу представления в цирк является сам Шерлок — и присоединяется к друзьям. В то время как Джон и Сара наслаждаются классическим шоу в восточном стиле, Шерлок действует за кулисами, где подвергается неожиданному нападению незнакомца. Сара и Джон, к счастью, вовремя приходят на помощь Холмсу, и им всем удаётся спастись бегством. В то время как Шерлок продолжает искать разгадку книжного шифра, Джона и Сару похищают: злодеи ошибочно принимают Джона за Шерлока и требуют, чтобы он указал им место похищенного сокровища в обмен на жизнь Сары. К счастью, Шерлоку, используя туристический путеводитель по Лондону, удаётся разгадать код — и он, таким образом, спасает Джона и Сару. Холмс также понимает, что сокровище было всё время на виду, — это была нефритовая заколка для волос, принадлежавшая китайской императрице. Заколка была украдена Ван Куном и подарена им своей секретарше. В конце эпизода мы видим Шань, лидера преступной группы, которая, ускользнув от Холмса, разговаривает по скайпу с человеком, обозначенным только буквой «M», который в своё время помог банде проникнуть в Лондон. Судя по всему, «М» больше не доверяет Шань, поэтому снайпер убивает её прямо во время разговора.

## Аллюзии
Этот эпизод берёт идею закодированных сообщений из рассказов «Долина ужаса» и «Пляшущие человечки». Остальной сюжет содержит аллюзии на другие рассказы. Так, татуировки на ногах членов группировки «Чёрный Лотос» отсылают к татуировкам «Чистильщиков» из «Долины ужаса»; также оттуда взята идея побега из тайного общества, а выслеживание и убийство этим сообществом в Англии. Даже идея книги, которая является ключом к шифру, происходит от того же произведения. Сами сообщения, которые кажутся простым граффити, намекают на пляшущих человечков, которые казались детскими рисунками, но на самом деле являющиеся шифром преступной организации.
Убийство в закрытой комнате, куда можно влезть только по стене, является отсылкой к повести «Знак четырёх».

## Показ и критика
«Слепой Банкир» был впервые показан в воскресенье, 1 августа 2010 года на BBC One. За ночь этот эпизод посмотрело 6,442 миллионов человек с долей просмотра в 25,6%, в то время как 210,000 человек посмотрело эпизод спустя час на BBC HD. Финальные рейтинги, учитывающие BBC One и BBC HD увеличились до 8,07 миллионов человек.
Сэм Уолластон из The Guardian считает, что «Слепой банкир» был лучше, чем премьерный эпизод, называя сюжет « более интересным… ясным и самодостаточным». Он особо отметил отношения Шерлока и Ватсона. Рецензент Radio Times Дэвид Бутчер написал, что в этом эпизоде «не было такой бодрости, однако было одно преимущество: Зои Тэлфорд. Она сыграла любовный интерес доктора Ватсона, персонажа Мартина Фримена; она могла бы стать сильным женским персонажем, но тут же превратилась в деву в беде. Мы можем только надеяться, что создатель сериала Стивен Моффат раскроет её персонаж со второго захода». Крис Тилли из IGN дал эпизоду 7/10, отметив, что он является «тяжкой попыткой, которой не удаётся сравнятся с умной и сложной завязкой». Он похвалил режиссёрскую работу Лина и развитие характеров персонажей, в особенности Ватсона. Однако Лестрейд отсутствует, а сюжету «не удаётся зацепить в полной мере — остаётся ощущение, что 60-минутный материал растянули на 90 минут».